# Bơi lội tại giải vô địch bơi lội thế giới 2015 - Bơi ngửa 100m nam
Phần thi bơi ngửa 100m nam trong hạng mục bơi của Giải vô địch bơi lội thế giới 2015 được tổ chức vào ngày 3 tháng 8 năm 2015 với vòng loại và bán kết, và vào ngày 4 tháng 8 năm 2015 với vòng chung kết.

## Kỉ lục
Trước cuộc thi, các kỉ lục thế giới và kỉ lục của giải được trình bày ở bảng dưới đây.
| Kỉ lục thế giới | Aaron Peirsol (Hoa Kỳ) | 51.94 | Indianapolis, Hoa Kỳ | 8 tháng 9 năm 2009 |
| Kỉ lục của giải | Aaron Peirsol (Hoa Kỳ) | 52.19 | Rome, Italy          | 2 tháng 8 năm 2009 |

## Kết quả

### Vòng loại
Vòng loại bắt đầu lúc 09:49, ngày 3 tháng 8.
| Xếp hạng | Nhánh đấu | Làn bơi | Tên vận động viên      | Quốc tịch                            | Thời gian | Ghi chú |
| -------- | --------- | ------- | ---------------------- | ------------------------------------ | --------- | ------- |
| 1        | 6         | 5       | Mitch Larkin           | Úc                                   | 52.50     | Q, OC   |
| 2        | 7         | 4       | Matt Grevers           | Hoa Kỳ                               | 53.21     | Q       |
| 3        | 6         | 4       | Xu Jiayu               | Trung Quốc                           | 53.29     | Q       |
| 4        | 6         | 6       | Liam Tancock           | Anh Quốc                             | 53.35     | Q       |
| 5        | 7         | 5       | Ryosuke Irie           | Nhật Bản                             | 53.37     | Q       |
| 6        | 6         | 3       | Guilherme Guido        | Brasil                               | 53.57     | Q       |
| 7        | 5         | 4       | Chris Walker-Hebborn   | Anh Quốc                             | 53.64     | Q       |
| 8        | 5         | 2       | Grigory Tarasevich     | Nga                                  | 53.69     | Q       |
| 9        | 7         | 3       | Evgeny Rylov           | Nga                                  | 53.74     | Q       |
| 10       | 6         | 1       | Jan-Philip Glania      | Đức                                  | 53.78     | Q       |
| 11       | 7         | 6       | Simone Sabbioni        | Ý                                    | 53.83     | Q       |
| 12       | 5         | 3       | Jérémy Stravius        | Pháp                                 | 53.92     | Q       |
| 12       | 6         | 2       | Camille Lacourt        | Pháp                                 | 53.92     | Q       |
| 12       | 7         | 7       | Yakov Toumarkin        | Israel                               | 53.92     | Q       |
| 15       | 5         | 6       | Ben Treffers           | Úc                                   | 54.00     | Q       |
| 16       | 5         | 5       | David Plummer          | Hoa Kỳ                               | 54.06     | Q       |
| 17       | 7         | 2       | Masaki Kaneko          | Nhật Bản                             | 54.19     |         |
| 18       | 5         | 1       | Radosław Kawęcki       | Ba Lan                               | 54.20     |         |
| 19       | 6         | 8       | Tomasz Polewka         | Ba Lan                               | 54.26     |         |
| 20       | 5         | 9       | Li Guangyuan           | Trung Quốc                           | 54.34     |         |
| 21       | 7         | 9       | Quah Zheng Wen         | Singapore                            | 54.40     | NR      |
| 22       | 7         | 0       | Corey Main             | New Zealand                          | 54.51     |         |
| 23       | 4         | 4       | Gábor Balog            | Hungary                              | 54.65     |         |
| 24       | 7         | 8       | Christian Diener       | Đức                                  | 54.75     |         |
| 25       | 6         | 0       | Park Seon-kwan         | Hàn Quốc                             | 54.80     |         |
| 26       | 6         | 7       | Christopher Ciccarese  | Ý                                    | 54.81     |         |
| 26       | 6         | 9       | Juan Miguel Rando      | Tây Ban Nha                          | 54.81     |         |
| 28       | 5         | 0       | Danas Rapšys           | Litva                                | 54.86     |         |
| 29       | 5         | 7       | Russell Wood           | Canada                               | 54.90     |         |
| 30       | 4         | 3       | Robert Glinţă          | România                              | 55.07     |         |
| 31       | 7         | 1       | Apostolos Christou     | Hy Lạp                               | 55.10     |         |
| 32       | 4         | 1       | Ralf Tribuntsov        | Estonia                              | 55.13     | NR      |
| 33       | 4         | 0       | Dylan Carter           | Trinidad và Tobago                   | 55.24     |         |
| 34       | 4         | 5       | Lavrans Solli          | Na Uy                                | 55.28     |         |
| 35       | 5         | 8       | Pavel Sankovich        | Belarus                              | 55.79     |         |
| 36       | 3         | 3       | Mohamed Hussein        | Ai Cập                               | 55.85     |         |
| 37       | 3         | 8       | Rexford Tullius        | Quần đảo Virgin thuộc Mỹ             | 55.88     |         |
| 38       | 4         | 7       | Omar Pinzón            | Colombia                             | 55.90     |         |
| 39       | 3         | 4       | Lukas Rauftlin         | Thụy Sĩ                              | 56.11     |         |
| 40       | 4         | 6       | Janis Šaltans          | Latvia                               | 56.15     |         |
| 41       | 3         | 6       | Ryan Pini              | Papua New Guinea                     | 56.39     |         |
| 41       | 4         | 9       | I Gede Siman Sudartawa | Indonesia                            | 56.39     |         |
| 43       | 3         | 5       | Doruk Tekin            | Thổ Nhĩ Kỳ                           | 56.57     |         |
| 44       | 4         | 8       | Lê Nguyễn Paul         | Việt Nam                             | 56.95     |         |
| 45       | 3         | 7       | Petar Petrović         | Serbia                               | 57.44     |         |
| 46       | 2         | 6       | Timothy Wynter         | Jamaica                              | 57.47     |         |
| 47       | 2         | 2       | Boris Kirillov         | Azerbaijan                           | 57.50     |         |
| 48       | 3         | 9       | Martin Zhelev          | Bulgaria                             | 57.55     |         |
| 49       | 2         | 3       | Merdan Atayev          | Turkmenistan                         | 57.57     |         |
| 50       | 3         | 0       | Charles Hockin         | Paraguay                             | 57.84     |         |
| 51       | 2         | 1       | David van der Colff    | Botswana                             | 57.95     |         |
| 52       | 3         | 1       | Jamal Chavoshifar      | Iran                                 | 58.75     |         |
| 53       | 1         | 5       | Eisner Barbarena       | Nicaragua                            | 58.95     |         |
| 54       | 2         | 5       | Ngou Pok Man           | Ma Cao                               | 59.12     |         |
| 55       | 2         | 0       | Jean Gómez             | Cộng hòa Dominica                    | 59.69     |         |
| 56       | 2         | 9       | Lushano Lamprecht      | Namibia                              | 59.77     |         |
| 57       | 1         | 4       | Hamdan Bayusuf         | Kenya                                | 1:00.07   |         |
| 58       | 2         | 8       | Driss Lahrichi         | Maroc                                | 1:00.42   |         |
| 59       | 1         | 3       | Adel El-Fakir          | Liban                                | 1:00.84   |         |
| 60       | 2         | 7       | Yaaqoub Al-Saadi       | Các Tiểu vương quốc Ả Rập Thống nhất | 1:01.04   |         |
| 61       | 1         | 2       | Mohammed Bedour        | Jordan                               | 1:02.33   |         |
| 62       | 1         | 7       | Mohammad Ahmed         | Bangladesh                           | 1:04.28   |         |
| 63       | 1         | 1       | Faraj Saleh            | Bahrain                              | 1:04.94   |         |
| 64       | 1         | 8       | Noah Al-Khulaifi       | Qatar                                | 1:05.36   |         |
| 65       | 1         | 6       | Arnold Kisulo          | Uganda                               | 1:06.14   |         |
| 66       | 1         | 0       | Temaruata Strickland   | Quần đảo Cook                        | 1:10.89   |         |
| 67       | 1         | 9       | Htut Ahnt Khaung       | Myanmar                              | 1:12.90   |         |
|          | 2         | 4       | Daniel Ramírez         | México                               | DNS       |         |
|          | 4         | 2       | Albert Subirats        | Venezuela                            | DNS       |         |
|          | 3         | 2       | Armando Barrera        | Cuba                                 | DSQ       |         |

### Bán kết
Bán kết bắt đầu lúc 17:48 ngày 3 tháng 8.

#### Bán kết 1
| Xếp hạng | Làn bơi | Tên vận động viên  | Quốc tịch | Thời gian | Ghi chú |
| -------- | ------- | ------------------ | --------- | --------- | ------- |
| 1        | 4       | Matt Grevers       | Hoa Kỳ    | 52.73     | Q       |
| 2        | 5       | Liam Tancock       | Anh Quốc  | 53.19     | Q       |
| 3        | 8       | David Plummer      | Hoa Kỳ    | 53.54     |         |
| 4        | 6       | Grigory Tarasevich | Nga       | 53.64     |         |
| 5        | 1       | Yakov Toumarkin    | Israel    | 53.77     |         |
| 6        | 2       | Jan-Philip Glania  | Đức       | 53.78     |         |
| 7        | 3       | Guilherme Guido    | Brasil    | 53.88     |         |
| 8        | 7       | Jérémy Stravius    | Pháp      | 54.54     |         |

#### Bán kết 2
| Xếp hạng | Làn bơi | Tên vận động viên    | Quốc tịch  | Thời gian | Ghi chú |
| -------- | ------- | -------------------- | ---------- | --------- | ------- |
| 1        | 4       | Mitch Larkin         | Úc         | 52.38     | Q, OC   |
| 2        | 1       | Camille Lacourt      | Pháp       | 52.70     | Q       |
| 3        | 3       | Ryosuke Irie         | Nhật Bản   | 53.13     | Q       |
| 4        | 2       | Evgeny Rylov         | Nga        | 53.14     | Q       |
| 5        | 5       | Xu Jiayu             | Trung Quốc | 53.15     | Q       |
| 6        | 6       | Chris Walker-Hebborn | Anh Quốc   | 53.39     | Q       |
| 7        | 7       | Simone Sabbioni      | Ý          | 53.60     |         |
|          | 8       | Ben Treffers         | Úc         | DSQ       |         |

### Chung kết

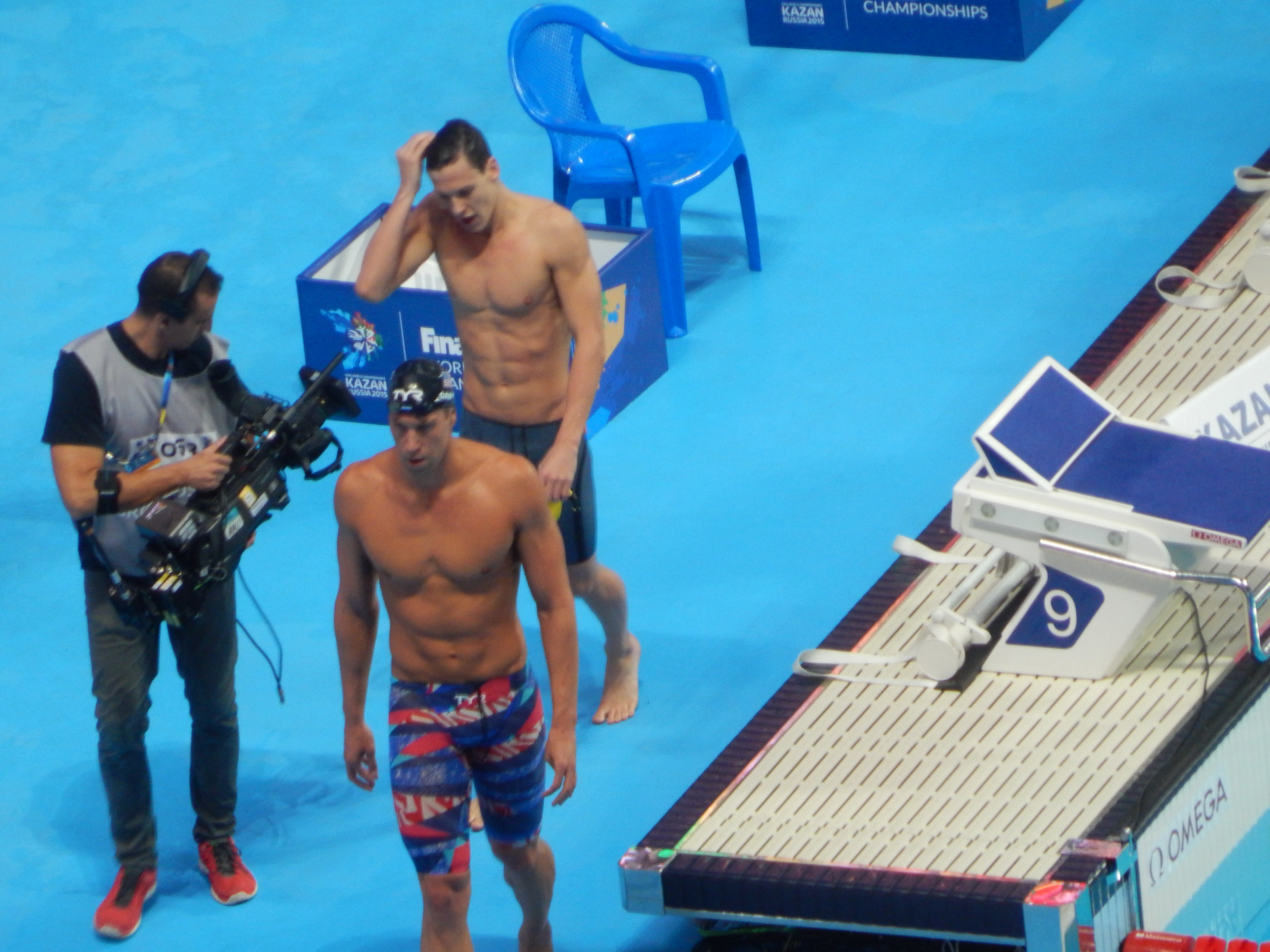
Larkin và Grevers sau khi hoàn thành phần thi chung kết

Chung kết bắt đầu lúc 18:36, ngày 4 tháng 8.
| Xếp hạng | Làn bơi | Tên vận động viên    | Quốc tịch  | Thời gian | Ghi chú |
| -------- | ------- | -------------------- | ---------- | --------- | ------- |
| 1        | 4       | Mitch Larkin         | Úc         | 52.40     |         |
| 2        | 5       | Camille Lacourt      | Pháp       | 52.48     |         |
| 3        | 3       | Matt Grevers         | Hoa Kỳ     | 52.66     |         |
| 4        | 7       | Xu Jiayu             | Trung Quốc | 52.89     |         |
| 5        | 8       | Chris Walker-Hebborn | Anh Quốc   | 53.02     |         |
| 6        | 6       | Ryosuke Irie         | Nhật Bản   | 53.10     |         |
| 7        | 2       | Evgeny Rylov         | Nga        | 53.23     |         |
| 8        | 1       | Liam Tancock         | Anh Quốc   | 53.37     |         |